# 新界區專線小巴59K線
新界區專線小巴59K線，由馬亞木旗下的大強發展有限公司營辦，來往上水站及蓮麻坑，途經文錦渡、打鼓嶺及香園圍。 
新界區專線小巴59S線，由馬亞木旗下的大強發展有限公司營辦，來往上水站及香園圍邊境管制站，途經文錦渡及打鼓嶺。本線為新界區專線小巴59K線的輔助路線，以應付香園圍口岸所帶來的人流，同時減低對原先依賴專線小巴59K線往返上水的蓮麻坑一帶的居民帶來的影響。

## 歷史

### 59K線
59K線為蓮麻坑路和文錦渡路一帶村落的居民提供來往上水的服務，本線為進出蓮麻坑村及香園圍村唯一對外公共交通工具，於九巴79K線延長至打鼓嶺（松園下）前，亦是唯一駛經打鼓嶺警署至蓮麻坑村這段蓮麻坑路的定期公共交通工具。 
在1985年11月15日，運輸署公開招標了11組，合共24條專綫小巴路線經營權，此路線為其中之一，本線其後於1986年10月7日正式開辦。 
在2016年香港政府進行第三階段縮減邊境禁區範圍前，本線由文錦渡路中段近沙嶺至蓮麻坑總站的路段均位於禁區範圍內。而由於目前介乎橫瀝及蓮麻坑村的一段長約700米的蓮麻坑路在縮減邊境禁區範圍後仍屬邊境禁區範圍，如未持有禁區通行證，必需於蓮麻坑檢查站下車，如需進入蓮麻坑村，則需繞崎嶇山路前往；同樣地，未持有禁區通行證的人士，亦不得於蓮麻坑村總站登上本線小巴。
直到2025年1月24日起，警務處豁免乘坐本線的乘客申請禁區通行證的要求，市民乘坐本線不再需要申請禁區通行證，途經有關禁區範圍前往蓮麻坑村及於2024年11月開幕的紅花嶺郊野公園。

### 59S線
59S線為香園圍口岸的過境旅客及打鼓嶺和文錦渡一帶村落的居民提供來往上水的服務，是59K線的短途路線。運輸署為應付香園圍口岸開通所帶來的人流，同時減低對原先依賴59K線往返上水的蓮麻坑居民帶來的影響，因此建議本線新增一條短途特別服務來往上水及香園圍口岸。
在2019年5月，立法會交通事務委員會公佈香園圍邊境管制站在啟用後的交通安排，59K線的短途特別服務獲獨立編號為59S，並於2023年2月6日隨著香園圍口岸開通旅客通關服務而正式投入服務。

## 服務時間及班次
上水站↔蓮麻坑
- 每日上水開：06:00-21:30（每30分鐘一班）
- 每日蓮麻坑開：06:30-22:00（每30分鐘一班）

上水站↔香園圍（繞經竹園村停車場）
- 每日上水開：05:45-21:15（每30分鐘一班）
- 每日蓮麻坑開：06:15-21:45（每30分鐘一班）

上水站↔松園下
- 星期一至六上水開：07:05、07:50
- 星期一至六松園下開：16:50、17:25
  - 星期日及假期不設服務

### 59S線
- 每日上水開：06:30-21:00（20-30分鐘一班）
- 每日香園圍邊境管制站開：07:15-22:15（20-30分鐘一班）

## 行車路線
上水站↔蓮麻坑

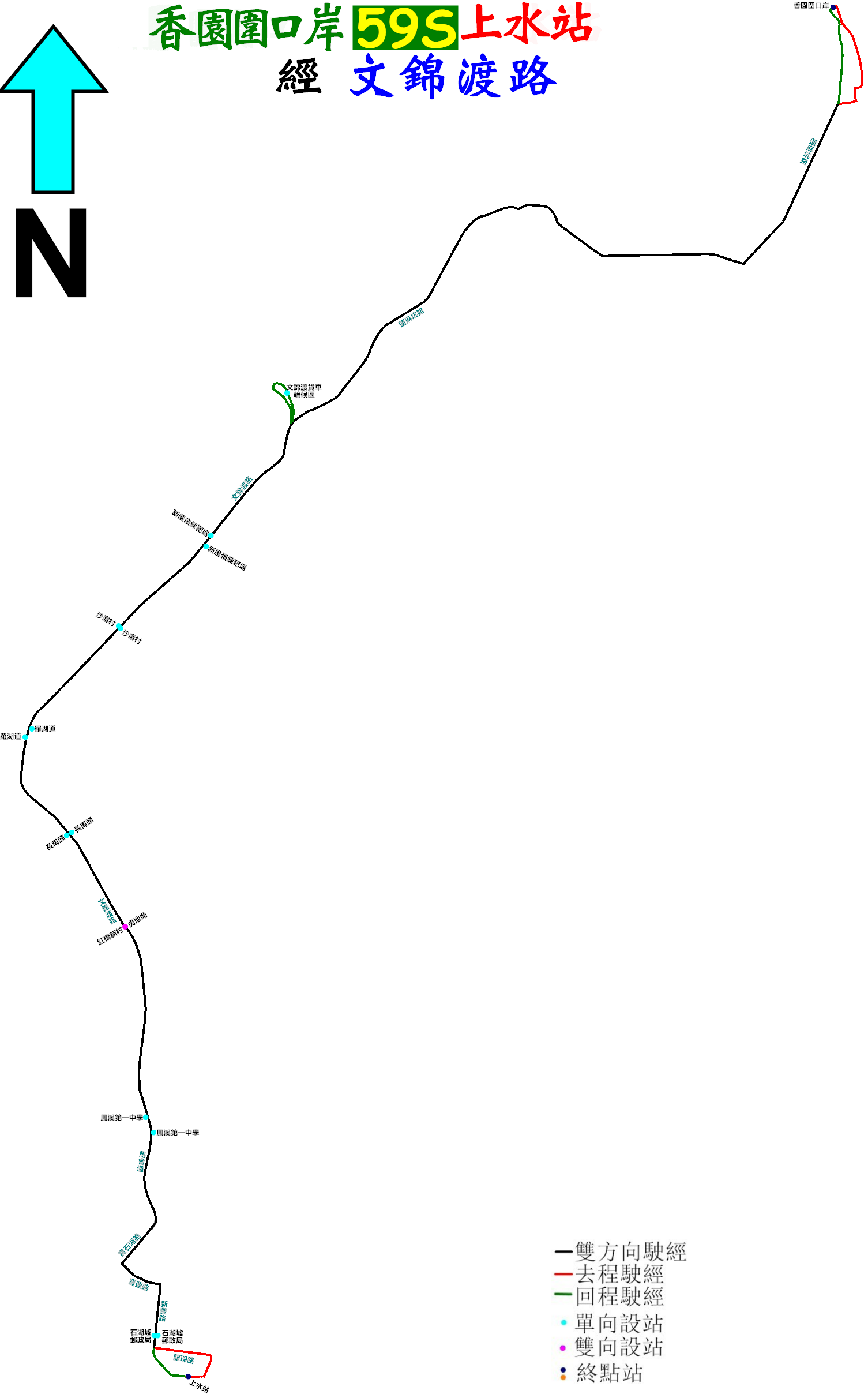
59S線的走線圖

- 上水站開 途經：新運路、新豐路、寶運路、寶石湖路、馬會道、文錦渡路、蓮麻坑路及村路。

- 蓮麻坑開 途經：村路、蓮麻坑路、文錦渡路、馬會道、寶石湖路、寶運路、新豐路、龍琛路及新運路。 
  - 注意：由於介乎橫瀝及蓮麻坑村的一段長約700米的蓮麻坑路屬邊境禁區範圍，如乘客在該處上下車須持有有效禁區通行證

上水站↔香園圍（繞經竹園村停車場）
- 上水站開 途經：新運路、新豐路、寶運路、寶石湖路、馬會道、文錦渡路、蓮麻坑路、村路、竹園村停車場、村路、蓮麻坑路及村路。

- 香園圍開 途經：村路、蓮麻坑路、村路、竹園村停車場、村路、蓮麻坑路、文錦渡路、馬會道、寶石湖路、寶運路、新豐路、龍琛路及新運路。

上水站↔松園下
- 上水站開 途經：新運路、新豐路、寶運路、寶石湖路、馬會道、文錦渡路及蓮麻坑路。

- 松園下開 途經：蓮麻坑路、文錦渡路、馬會道、寶石湖路、寶運路、新豐路、龍琛路及新運路。

### 59S線
- 上水站開 途經：新運路、新豐路、寶運路、寶石湖路、馬會道、文錦渡路、蓮麻坑路及連接路。

- 香園圍邊境管制站開 途經：連接路、蓮麻坑路、文錦渡路、馬會道、寶石湖路、寶運路、新豐路、龍琛路及新運路。

## 使用車輛
現時此組路線合共使用49輛豐田Coaster小巴行走，包括12輛16座位小巴及37輛19座位小巴。
| 大強發展用車列表 | 大強發展用車列表 | 大強發展用車列表         | 大強發展用車列表 | 大強發展用車列表 |
| 車牌             | 車種代號         | 座位                     | 地點牌配置       | 備註 |
| ---------------- | ---------------- | ------------------------ | ---------------- | --- |
| ER3999           | 2005年5LS2       | 16座高背座椅             | 路布             | 原為上水專線小巴新界57K／58K線用車 亦曾為金運新界55K線用車 車牌原屬香港專綫小巴港島10／31系路線的1990年2代                    |
| FP6606           | 2005年5LS2       | 16座高背座椅             | 路布             | 原為上水專線小巴新界57K／58K線用車 亦曾為上水專線小巴新界50K線及運泰實業新界44A線用車 車牌原屬運泰實業新界44A線的1993年3代    |
| GL5600           | 2016年6DL        | 19座Vega座椅             | 路布             | 配備自動波箱及外推式車門 原為南豐紗廠免費穿梭巴士用車 亦曾為人人好新界101M／102系／111線用車 車牌原屬明裕新界801線的1995年3代 |
| LN526            | 2024年7DL        | 19座原廠三點式安全帶座椅 | 展暉電牌         | 配備2.8升引擎及自動波箱 車牌原屬紅小梨旺線的2004年5LS                                                                         |
| LU7096           | 2005年5LS2       | 16座高背座椅             | 路布             | 原為上水專線小巴新界57K／58K線用車 亦曾為金運新界55K線用車                                                                    |
| LV5796           | 2005年5LS2       | 16座高背座椅             | 路布             | 原為上水專線小巴新界57K／58K線用車 亦曾為金運新界55K線用車                                                                    |
| LX7872           | 2005年5LS2       | 16座高背座椅             | 路布             | 原為上水專線小巴新界57K／58K線用車 亦曾為金運新界55K線用車                                                                    |
| LY8416           | 2005年5LS2       | 16座高背座椅             | 路布             | 原為路榮實業新界302線用車 亦曾為人人好新界101M／102系／111線用車                                                              |
| LZ3120           | 2005年5LS2       | 16座高背座椅             | 路布             | 原為紅小牛旺線用車 亦曾為人人好新界101M／102系／111線用車                                                                     |
| MA723            | 2024年7DL        | 19座原廠三點式安全帶座椅 | 展暉電牌         | 配備2.8升引擎及自動波箱 |
| MA1579           | 2005年5LS2       | 16座高背座椅             | 路布             | 原為上水專線小巴新界57K／58K線用車 亦曾為上水專線小巴新界50K／51K線及金運新界55K線用車                                        |
| MB7909           | 2005年5LS2       | 16座高背座椅             | 路布             | 原為紅小牛旺線用車 亦曾為亨運九龍37A／37M線及人人好新界101M／102系／111線用車                                                 |
| MB9805           | 2005年5LS2       | 16座高背座椅             | 路布             | 原為上水專線小巴新界57K／58K線用車 亦曾為金運新界55K線用車                                                                    |
| MC3335           | 2005年5LS2       | 16座高背座椅             | 路布             | 原為上水專線小巴新界50K／51K線用車 亦曾為金運新界55K線用車                                                                    |
| NB326            | 2024年7DL        | 19座原廠三點式安全帶座椅 | 展暉電牌         | 配備2.8升引擎及自動波箱 車牌原屬2004年5LS2                                                                                    |
| TJ965            | 2023年7DL        | 19座原廠三點式安全帶座椅 | 展暉電牌         | 配備2.8升引擎及自動波箱 車牌原屬的士                                                                                          |
| VP6427           | 2018年7LL        | 19座Vogel座椅            | 八通電牌         | 原為金運新界55K線用車 |
| VR2834           | 2018年7LL        | 19座Vogel座椅            | 八通電牌         | 此組路線首輛19座位小巴 |
| VS9483           | 2018年7LL        | 19座Vogel座椅            | 八通電牌         | 原為金運新界55K線用車 |
| VU8458           | 2018年7LL        | 19座Vogel座椅            | 八通電牌         | 原為金運新界55K線用車 |
| VV9149           | 2018年7LL        | 19座Vogel座椅            | 八通電牌         | 原為金運新界55K線用車 |
| WC7247           | 2019年7LL        | 19座Vogel座椅            | 展暉電牌         | |
| WD402            | 2019年7LL        | 19座Vogel座椅            | 展暉電牌         | 原為亨運九龍37A／37M路線用車                                                                                                  |
| WH4111           | 2019年7LL        | 19座Vogel座椅            | 展暉電牌         | 原為亨運九龍37A／37M路線用車                                                                                                  |
| YK5472           | 2023年7DL        | 19座原廠三點式安全帶座椅 | 展暉電牌         | 配備2.8升引擎及自動波箱 |
| YK5989           | 2023年7DL        | 19座原廠三點式安全帶座椅 | 展暉電牌         | 配備2.8升引擎及自動波箱 |
| YK6128           | 2023年7DL        | 19座原廠三點式安全帶座椅 | 展暉電牌         | 配備2.8升引擎及自動波箱 |
| YL9766           | 2023年7DL        | 19座原廠三點式安全帶座椅 | 展暉電牌         | 配備2.8升引擎及自動波箱 |
| YM3285           | 2023年7DL        | 19座原廠三點式安全帶座椅 | 展暉電牌         | 配備2.8升引擎及自動波箱 |
| YP9925           | 2023年7DL        | 19座原廠三點式安全帶座椅 | 展暉電牌         | 配備2.8升引擎及自動波箱 |
| YR3281           | 2023年7DL        | 19座原廠三點式安全帶座椅 | 展暉電牌         | 配備2.8升引擎及自動波箱 |
| YT5110           | 2023年7DL        | 19座原廠三點式安全帶座椅 | 展暉電牌         | 配備2.8升引擎及自動波箱 |
| YT6037           | 2023年7DL        | 19座原廠三點式安全帶座椅 | 展暉電牌         | 配備2.8升引擎及自動波箱 |
| YY4102           | 2023年7DL        | 19座原廠三點式安全帶座椅 | 展暉電牌         | 配備2.8升引擎及自動波箱 |
| YZ5080           | 2023年7DL        | 19座原廠三點式安全帶座椅 | 展暉電牌         | 配備2.8升引擎及自動波箱 |
| YZ5619           | 2023年7DL        | 19座原廠三點式安全帶座椅 | 展暉電牌         | 配備2.8升引擎及自動波箱 |
| YZ6185           | 2023年7DL        | 19座原廠三點式安全帶座椅 | 展暉電牌         | 配備2.8升引擎及自動波箱 |
| YZ7069           | 2023年7DL        | 19座原廠三點式安全帶座椅 | 展暉電牌         | 配備2.8升引擎及自動波箱 原車牌為YZ6128                                                                                        |
| ZA1705           | 2023年7DL        | 19座原廠三點式安全帶座椅 | 展暉電牌         | 配備2.8升引擎及自動波箱 |
| ZA3141           | 2023年7DL        | 19座原廠三點式安全帶座椅 | 展暉電牌         | 配備2.8升引擎及自動波箱 |
| ZE5350           | 2024年7DL        | 19座原廠三點式安全帶座椅 | 展暉電牌         | 配備2.8升引擎及自動波箱 |
| ZE9719           | 2024年7DL        | 19座原廠三點式安全帶座椅 | 展暉電牌         | 配備2.8升引擎及自動波箱 |
| ZF3009           | 2024年7DL        | 19座原廠三點式安全帶座椅 | 展暉電牌         | 配備2.8升引擎及自動波箱 |
| ZF3437           | 2024年7DL        | 19座原廠三點式安全帶座椅 | 展暉電牌         | 配備2.8升引擎及自動波箱 |
| ZH6156           | 2024年7DL        | 19座原廠三點式安全帶座椅 | 展暉電牌         | 配備2.8升引擎及自動波箱 |
| ZH8201           | 2024年7DL        | 19座原廠三點式安全帶座椅 | 展暉電牌         | 配備2.8升引擎及自動波箱 |
| ZJ4896           | 2024年7DL        | 19座原廠三點式安全帶座椅 | 展暉電牌         | 配備2.8升引擎及自動波箱 |
| ZJ6044           | 2024年7DL        | 19座原廠三點式安全帶座椅 | 展暉電牌         | 配備2.8升引擎及自動波箱 |
| ZL8972           | 2024年7DL        | 19座原廠三點式安全帶座椅 | 展暉電牌         | 配備2.8升引擎及自動波箱 |

## 車費
- 全程：$9.1
- 上水站來往香園圍：$8.4
- 上水站來往瓦窰/打鼓嶺警署/竹園：$7.4
- 新屋嶺來往蓮麻坑：$7.4
- 上水站來往新屋嶺：$6.4
- 新屋嶺來往香園圍：$6.4
- 瓦窰/打鼓嶺警署/竹園來往蓮麻坑：$6.4

### 59S線
- 全程：$9.1
- 上水站來往瓦窰／打鼓嶺警署：$7.4
- 新屋嶺來往香園圍邊境管制站：$7.4
- 上水站來往新屋嶺：$6.4
- 新屋嶺來往瓦窰／打鼓嶺警署：$6.4
- 瓦窰／打鼓嶺警署來往香園圍邊境管制站：$6.4